# 1976 aux échecs
| Années des échecs : 1973 - 1974 - 1975 - 1976 - 1977 - 1978 - 1979    |
| Décennies des échecs : 1940 - 1950 - 1960 - 1970 - 1980 - 1990 - 2000 |

Cet article présente les faits marquants de l'année 1976 aux échecs.

## Championnats nationaux
- Albanie : Fatos Muço[1]

- Argentine : Jorge Szmetan remporte le championnat[2],[3]. Chez les femmes, Julia Arias s’impose.
- Autriche : Pas de championnat[4]. Chez les femmes, Alfreda Hausner s’impose[5].
- Belgique : Gunter Deleyne remporte le championnat[6]. Chez les femmes, pas de championnat[7].
- Birmanie : Khin Zaw Oo[8]
- Brésil: Jaime Sunye Neto remporte le championnat[9]. Chez les femmes, c’est Jussara Chaves qui s’impose.
- Canada : Pas de championnat[10]. Chez les femmes, non plus[11].
- Chine :Pas de championnat[12].
- Écosse : Roddy McKay remporte le championnat[13].
- Espagne : Ángel Martín González remporte le championnat[14]. Chez les femmes, c’est Pepita Ferrer qui s’impose[15].
- États-Unis : Walter Browne remporte le championnat[16]. Chez les femmes, Diane Savereide s’impose[17].
- Finlande: Pertti Kalervo Poutiainen remporte le championnat[18].
- France : François Chevaldonnet remporte le championnat [19]. Chez les femmes, Milinka Merlini s’impose[20].
- Inde : Ravi Shekar, puis Manuel Aaron remportent le championnat[21].
- Iran : Mehrshad Sharif remporte le championnat[22].

- Pays-Bas : Jan Timman remporte le championnat [23]. Chez les femmes, c’est Katy van der Mije qui s’impose.
- Pologne : Aleksander Sznapik remporte le championnat[24].
- Royaume-Uni : Jonathan Mestel remporte le championnat[25].

- Suisse : Hansjürg Kaenel remporte le championnat [26]. Chez les dames, c’est Anna Näpfer qui s’impose[27].
- RSS d'Ukraine : Mykhailo Pidhayets remporte le championnat[28],[29], dans le cadre de l’U.R.S.S.. Chez les femmes, Lydia Mulenko s’impose[30].
- République fédérative socialiste de Yougoslavie : Krunoslav Hulak remporte le championnat[31],[32]. Chez les femmes, Milunka Lazarević s’impose.

## Naissances
- Zoltán Almási
- Liviu-Dieter Nisipeanu
- Lenka Ptáčníková (16 janvier), championne de République tchèque et d'Islande[33]
- Judit Polgár (23 juillet)
- Peter Svidler
- Vadim Zviaguintsev

## Nécrologie
- 23 janvier : Carlos Maderna (en)
- 16 février : Abram Model
- 19 février : Lev Lochinski
- 20 février : André Thiellement
- 8 avril : Donald Byrne
- 26 avril : József Szily (en)
- 20 juin : Ilmari Solin (en)
- 3 septembre : Esteban Pedrol
- 8 septembre : Clarice Benini
- 27 décembre : Frits van Seters